# Nicotiana benthamiana
Nicotiana benthamiana es una especie de planta perteneciente a la familia de las solanáceas. Es una especie nativa de Australia. Tiene la capacidad de poder ser infectada por una gran variedad de patógenos —como virus, bacterias y hongos— por lo que se ha venido empleando como modelo en investigaciones sobre las relaciones planta-patógeno. Es una planta utilizada en el sector farmacéutico para la elaboración de biofármacos a partir de la agricultura molecular.

## Descripción y hábitat
Es una hierba erguida, viscosa y aromática, de corta duración anual o perenne, con una altura de 0,2 a 1,5 m de altura. Las flores son blancas y aparecen de mayo a septiembre. Crece en suelos pobres, en colinas rocosas, acantilados y afloramientos rocosos.

## Taxonomía
Nicotiana benthamiana fue descrita y publicada como tal por primera vez por el botánico checo Karel Domin en Bibliotheca Botanica 89: 591 en 1929. La especie pertenece a la sección Suaveolentes del género Nicotiana.
Benjamin Bynoe recolectó muestras de la especie en 1837 en la costa noroeste de Australia, en ese entonces Nueva Holanda, en una expedición del HMS Beagle. Los especímenes fueron donados al Herbarium Hookerianum de William Hooker en Inglaterra y luego transferidos al Real jardín botánico de Kew luego de 1865, año en que falleció Hooker. Ahí, el botánico inglés George Bentham describió a la especie bajo el nombre N. suaveolens var. cordifolia en la publicación Flora Australiensis de 1868. Años después, en 1929, Domin la eleva al rango de especie otorgándole el epíteto benthamiana en honor a Bentham.
Basiónimo
- N. suaveolens var. cordifolia Benth., 1868

## Importancia económica y cultural

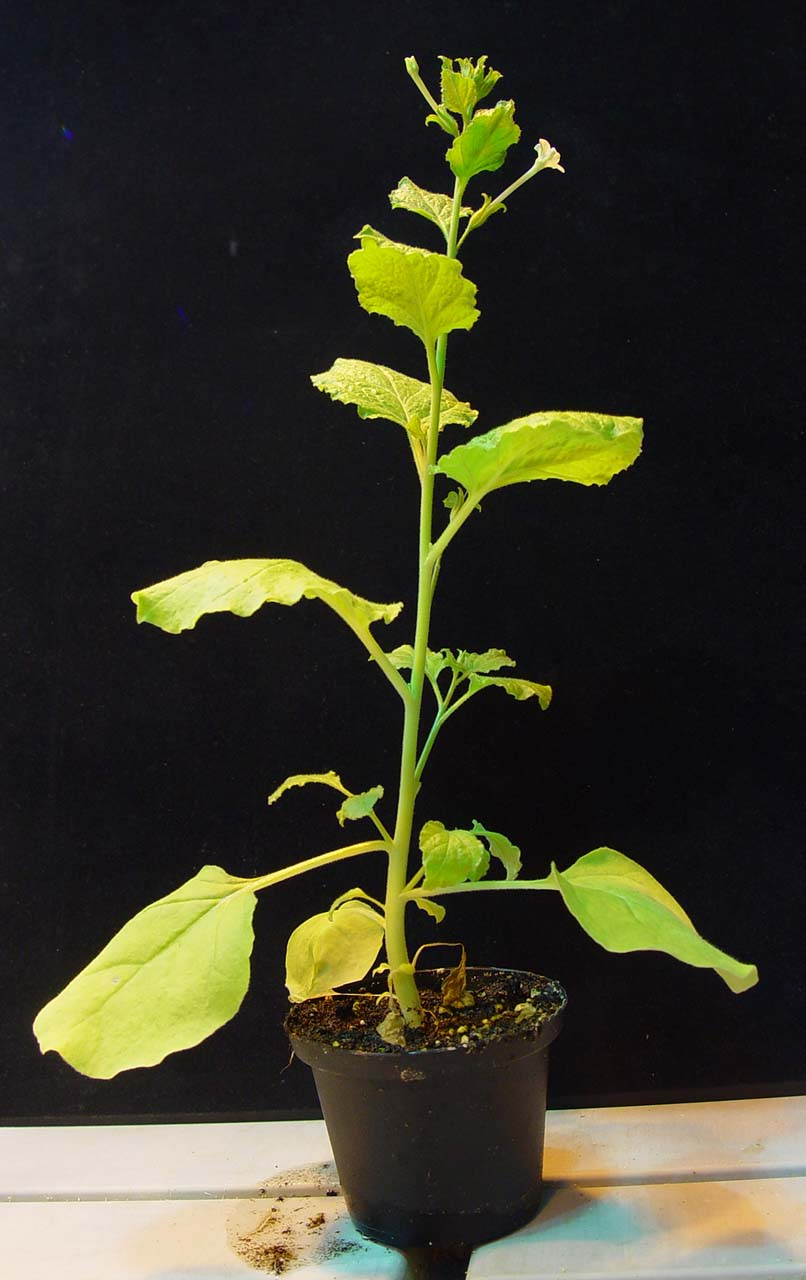
Nicotiana benthamiana

Los grupos étnicos aborígenes australianos identifican a la planta bajo los nombres de tjuntiwari, tangungnu y muntju. Los pueblos pintupi y alyawarre la utilizan como estimulante masticándola junto a Duboisia hopwoodii y cenizas en una mezcla que llaman pituri. Junto a Nicotiana excelsior es una de las dos especies preferidas para la preparación de pituri. Contiene nicotina, nornicotina, anatabina y anabasina. El principal alcaloide es la nicotina aunque el proceso de curado de las hojas de la planta aumenta la proporción de nornicotina, convirtiéndose en el alcaloide más abundante.
La especie es utilizada para la producción de tres anticuerpos monoclonales (13C6, el 13F6 y el 6D8) a través de la ingeniería génetica que constituyen los compuestos principales del suero ZMapp usado contra el virus del ébola.
N. benthamiana es una planta de interés científico y farmacéutico en la elaboración de anticuerpos, vacunas y medicamentos contra el virus Sars-Cov2 que causa el COVID-19. La empresa canadiense Medicago, asociada al laboratorio inglés GlaxoSmithKline (GSK), se encuentra actualmente en ensayos clínicos de fase III de la candidata a vacuna contra la COVID-19, denominada CoVLP, desarrollada en esta planta.